# Кёйп, Якоб Герритс
Якоб Герритс Кёйп (нидерл. Jacob Gerritsz Cuyp; декабре 1594, Дордрехт — 1652, Дордрехт) — голландский живописец портретного жанра Золотого века голландский живописи, рисовальщик и гравёр, мастер книжной иллюстрации. Отец и учитель известного голландского живописца Альберта Кёйпа.

## Биография
Первые уроки рисования Якоб Герритс получил от отца, Геррита Герритса Кёйпа, живописца по стеклу, мастера церковных витражей. По сообщению А. Хоубракена, Кёйп помог художникам Жаку де Клёву, Исааку ван Хасселту и Корнелису Тегельбергу основать в Дордрехте Гильдию Святого Луки. По данным Нидерландского института истории искусства (RKD) Якоб Герритс Кёйп стал членом дордрехтской Гильдии Святого Луки 18 июля 1617 года. Избирался казначеем гильдии в 1629, 1633, 1637 и 1641 годах. В 1618 году Кёйп женился на Эрткен ван Копен из Утрехта, и в 1620 году у них родился сын Альберт, также ставший известным художником.
В 1625 году Кёйп недолго жил и работал в Амстердаме, но затем стал активным дьяконом валлонской церкви в Дордрехте в 1628 (1629 или 1999 ?) и в 1634 годах; между 1641 и 1643 годами был членом совета старейшин. Около 1642 года стал одним из основателей, вместе с Исааком ван Хасселтом, Корнелисом Тегельбергом и Жаком де Клёвом, «Konstgenootschap St. Lucas», ответвления Гильдии Святого Луки.

## Творчество
Якоб Герритс продолжил своё художественное образование в мастерской утрехтского живописца, караваджиста Абрахама Блумарта, и в его работах заметно влияние школы утрехтских караваджистов. В 1617 году он получил свой первый крупный заказ на создание портретов мастеров голландского Монетного двора, после чего на протяжении многих лет писал портреты знатных дордрехтцев. Особо удачными были его детские портреты, изображавшие детей на фоне далёкого ландшафта, с игрушками либо домашними животными. Кёйп писал натюрморты, интерьеры с фигурами и животными, но позже специализировался на пасторальных пейзажах, которыми особенно прославился.
Караваджистское влияние на творчество Кёйпа проявляется в находящейся в санкт-петербургском Эрмитаже картине «Двое военных за завтраком». Всего в Эрмитаже хранятся четыре картины Якоба Герритса Кёйпа.
Последнее датируемое произведение Кёйпа — «Мальчик с флейтой и стаканом вина» — относится к 1652 году. В том же году в городских актах указывается гражданское состояние Эрткен как «вдовье».
Среди учеников Якоба Кёйпа следует назвать его сводного брата Бенджамина (1612—1652) и сына Альберта (1620—1691), позднее отец и сын работали вместе, а также дордрехтских художников Фердинанда Бола (позднее — ученика Рембрандта), Хендрика Детье, Исаака ван Дуйнена, Бастиана Говерца ван дер Леу, Паулюса Лесира, Арта ван дер Нера, Питера Херманса Верелста и Ари Хюйбертса Вервера.

## Галерея

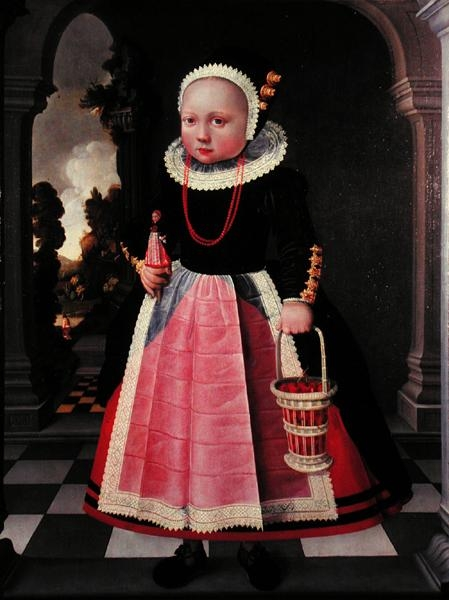
Портрет девочки с куклой и корзиной. 1625. Дерево, масло. Частное собрание
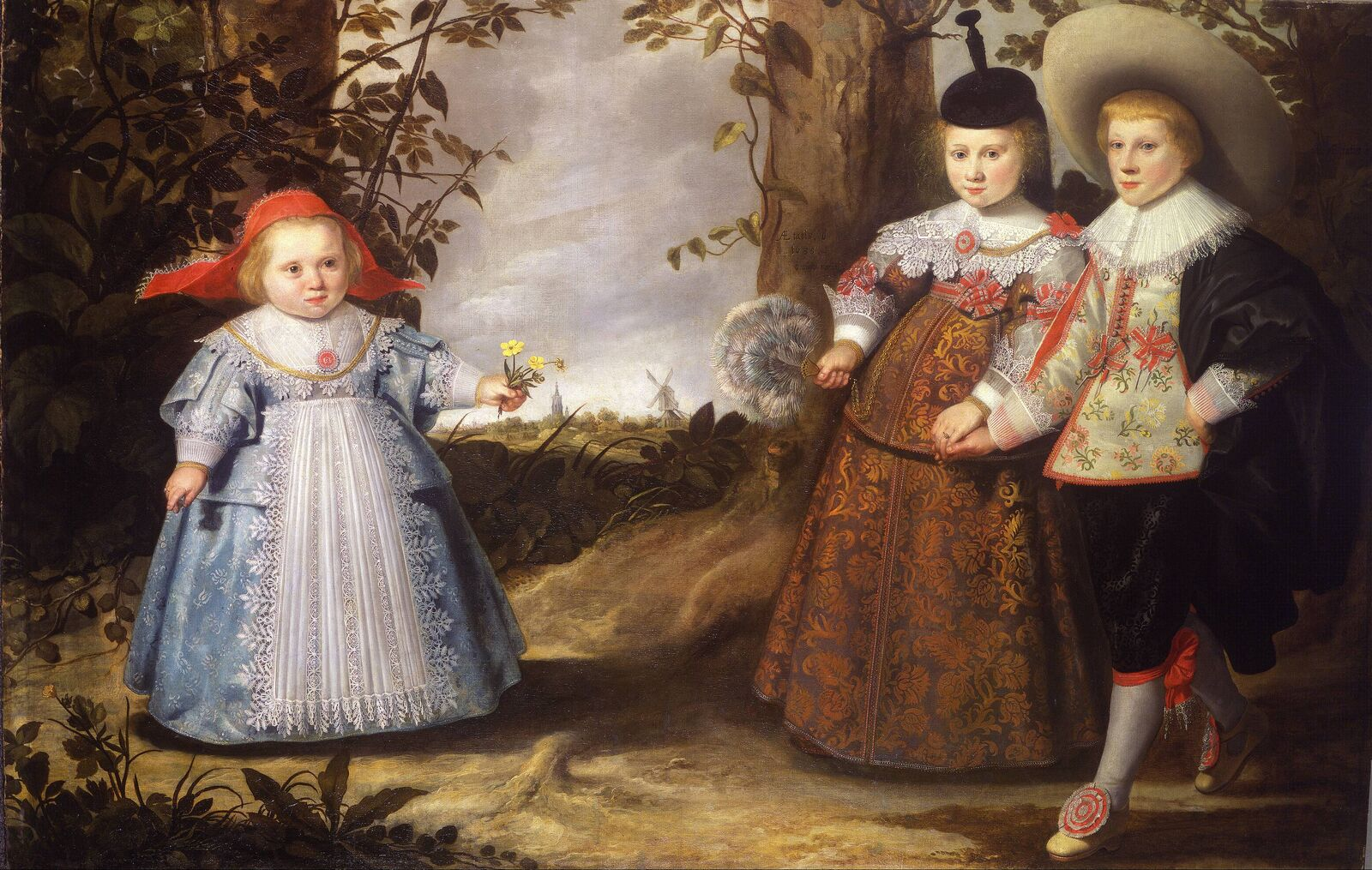
Дети в пейзаже. 1635. Холст, масло. Городской музей, Дордрехт
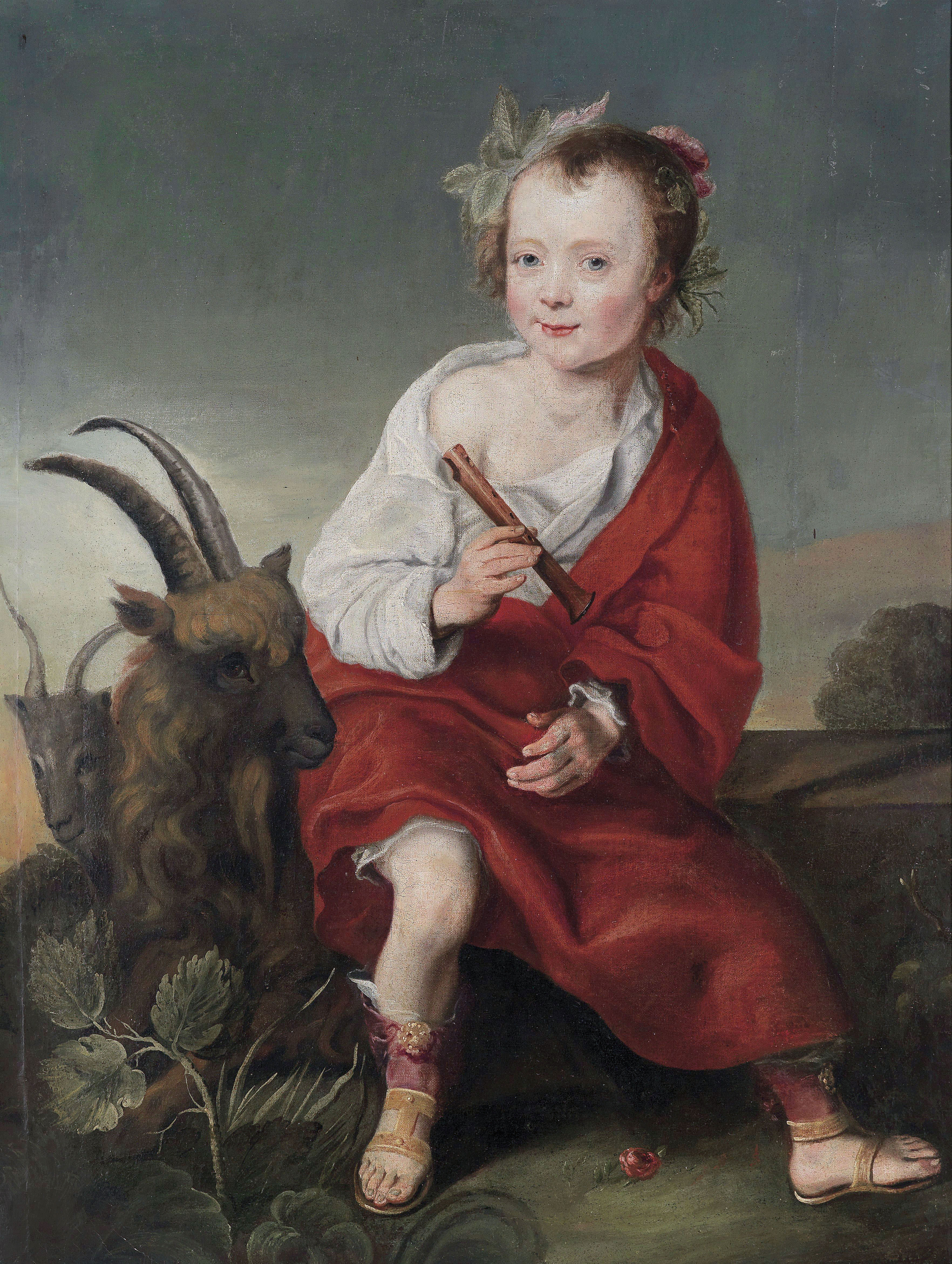
Ребёнок с флейтой и козой. 1638. Дерево, масло. Музей Вальрафа-Рихарца, Кёльн
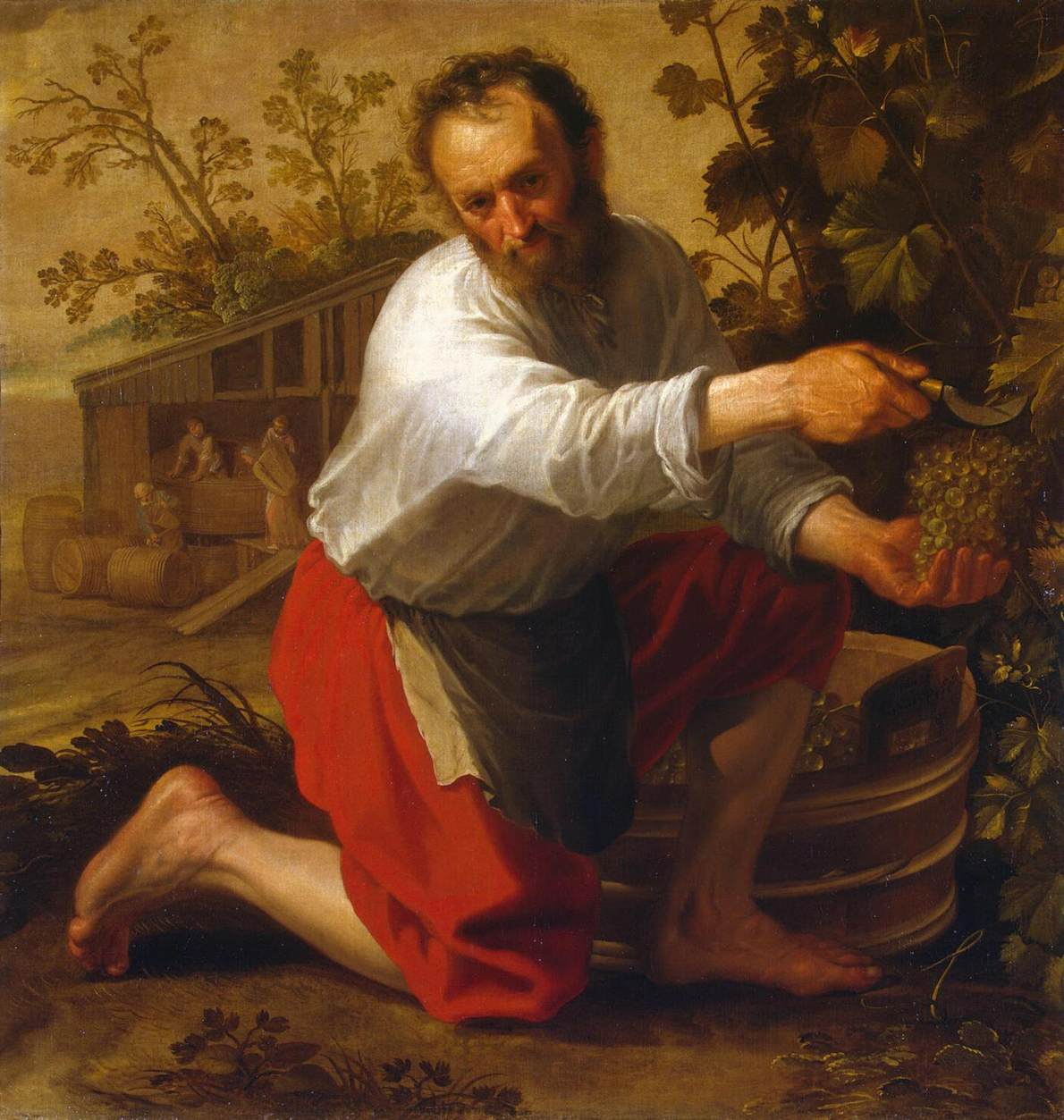
Виноградарь. 1628. Холст, масло. Государственный Эрмитаж, Санкт-Петербург
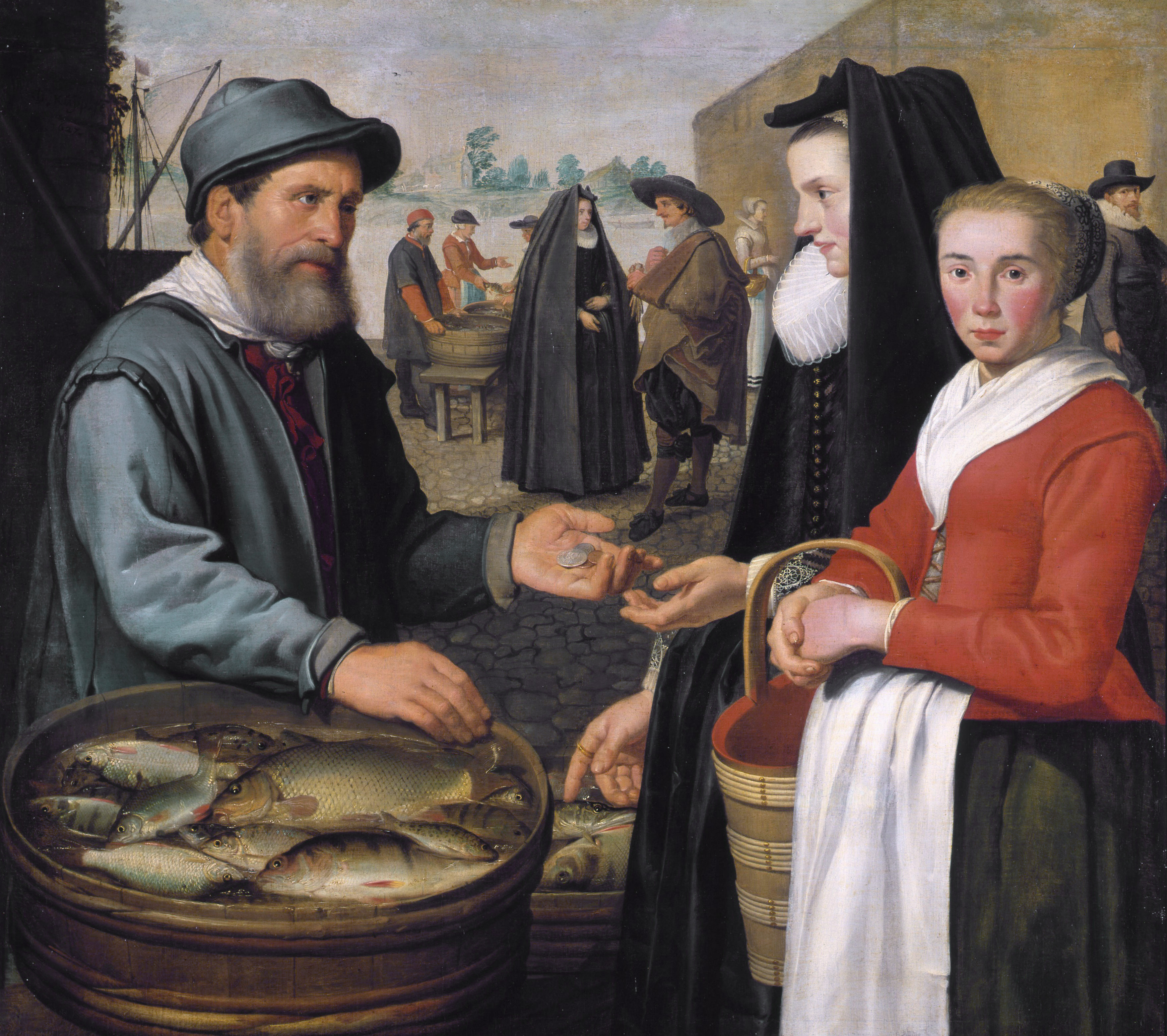
Рыбный рынок. 1627. Холст, масло. Городской музей, Дордрехт
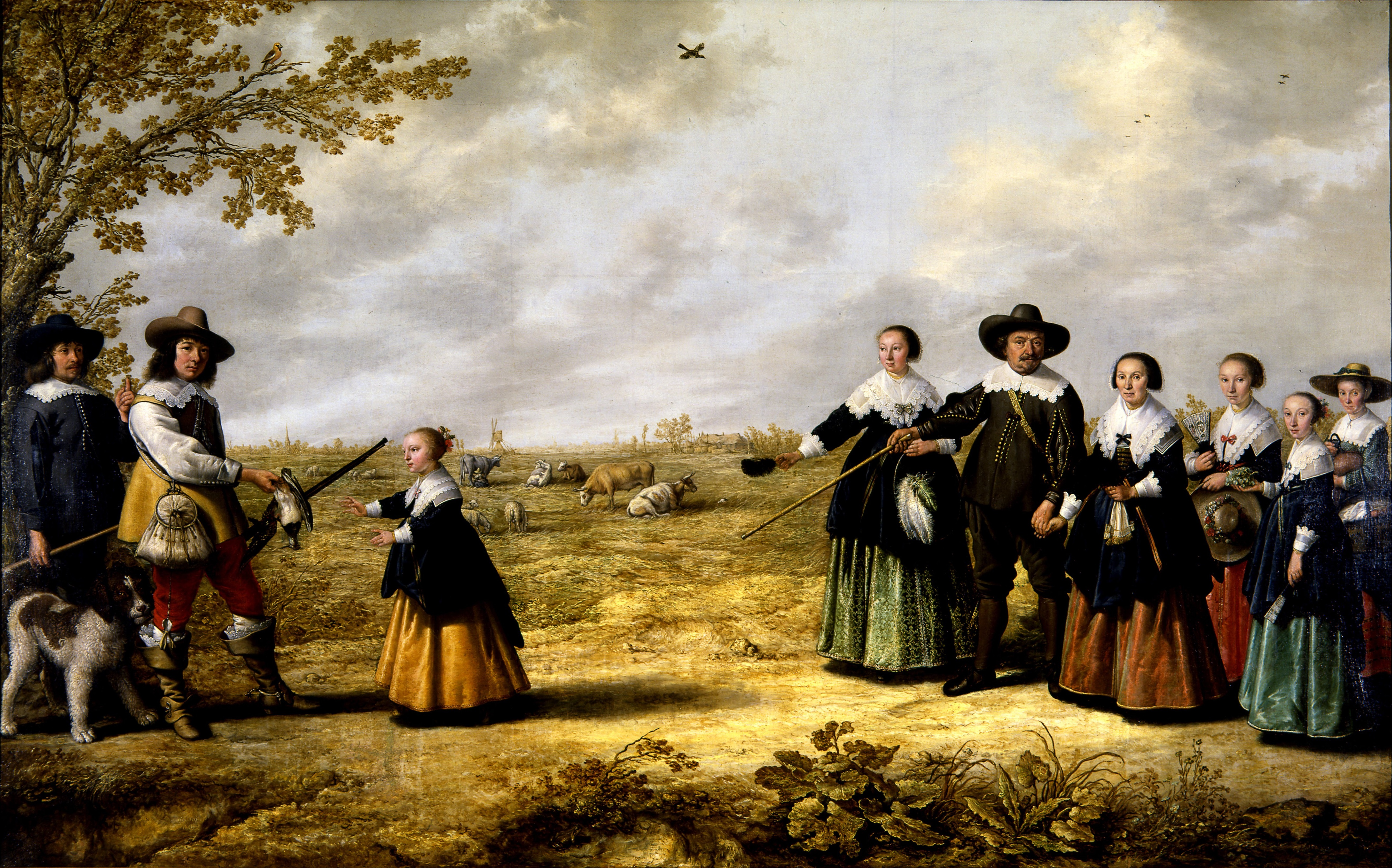
Семейный портрет в пейзаже. 1641. Холст, масло. Музей Израиля, Иерусалим
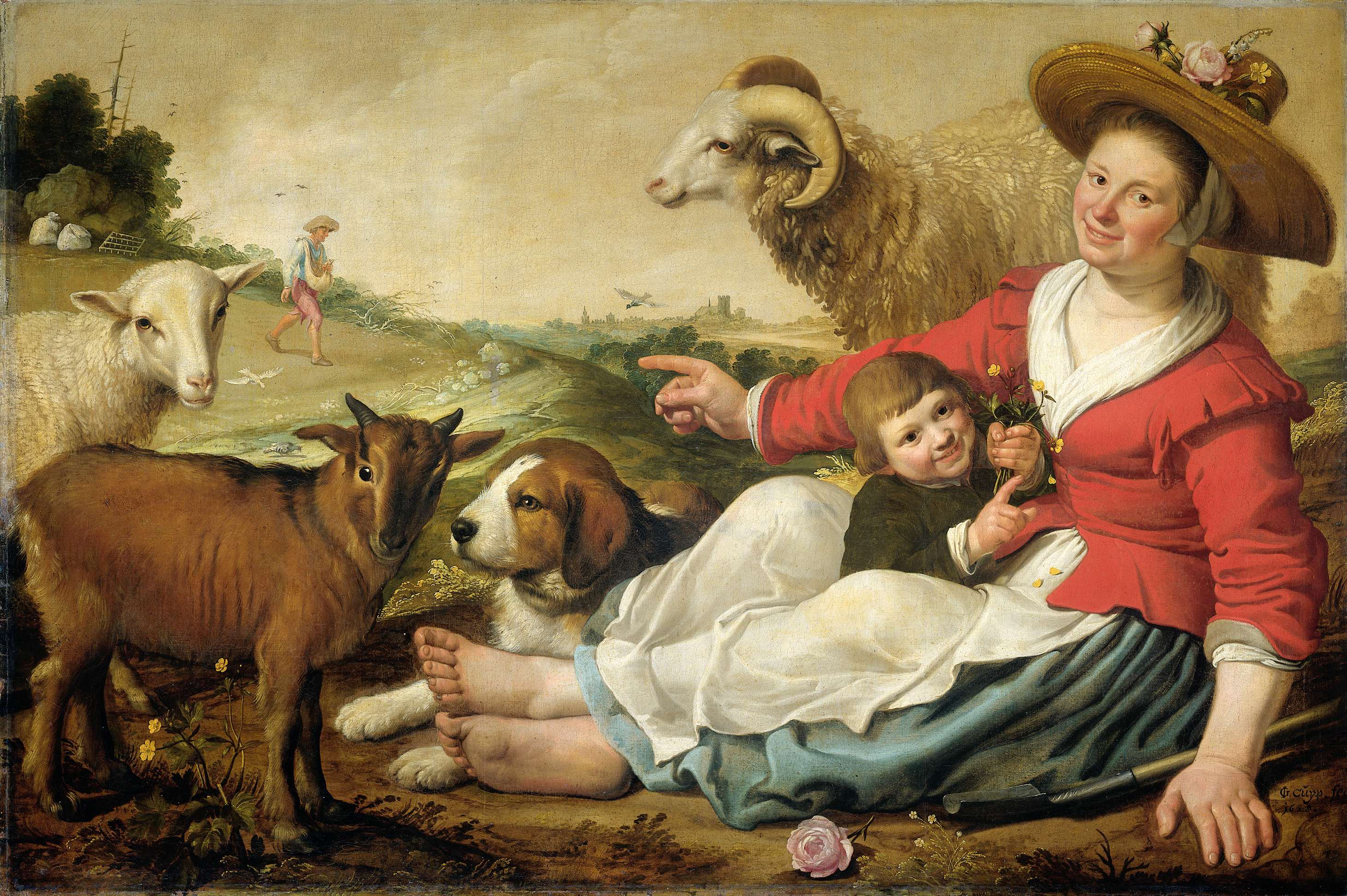
Пастушка. 1628. Холст, масло. Рейксмюсеум, Амстердам
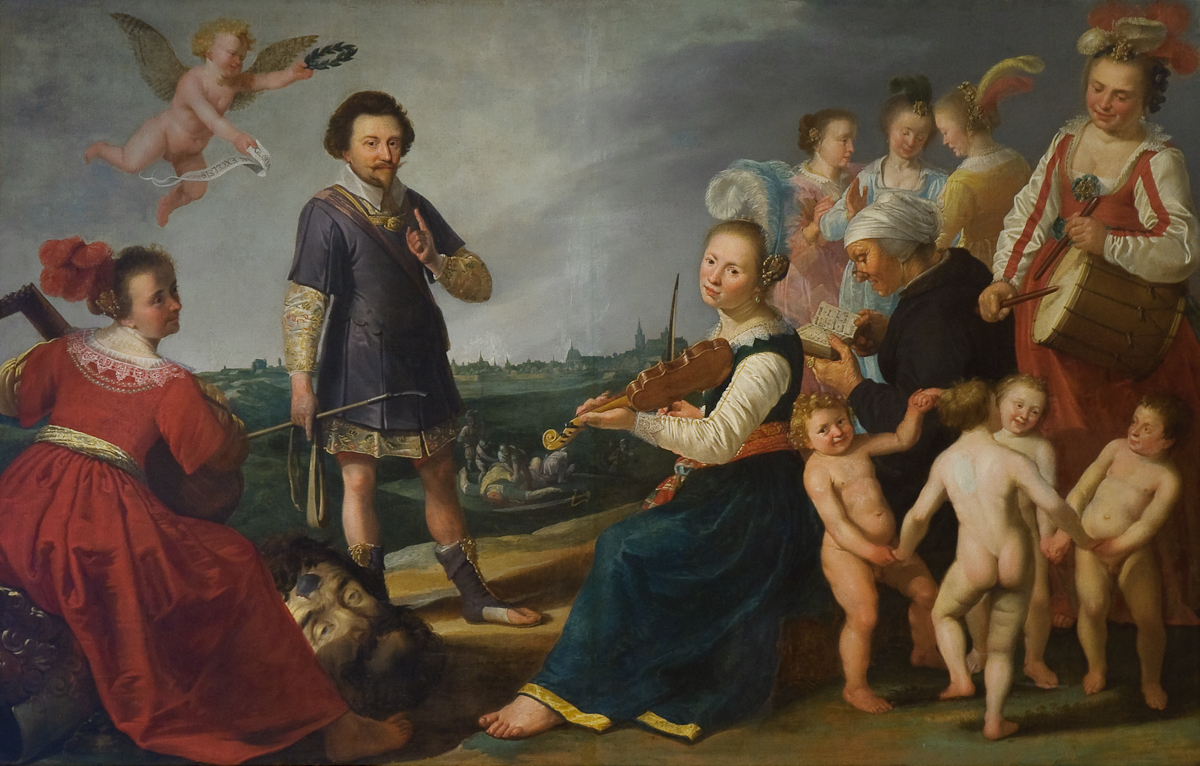
Аллегорическое изображение принца Фредерика Хендрика после взятия Хертогенбоса. 1630. Холст, масло. Музей Северного Брабанта, Хертогенбос